# Байт-эд-Дин
Байт-эд-Дин (араб. بيت الدين‎) — небольшой город в Ливане, на территории провинции Горный Ливан. Административный центр района Шуф.

## Географическое положение
Город находится в гористой местности центральной части Ливана, на расстоянии приблизительно 22 километров к юго-юго-востоку (SSE) от столицы страны Бейрута. Абсолютная высота — 991 метр над уровнем моря.

## Достопримечательности
Главной достопримечательностью города является одноимённый дворец, возведённый итальянскими архитекторами по приказу эмира Башира Шихаба II. Строительство началось в 1788 году и длилось тридцать лет. Дворец использовался как резиденция как самим эмиром, так и османской администрацией после его низложения. После Первой мировой войны Дворец Байтэддин использовался как место пребывание французской администрации. В 1934 году дворец был объявлен историческим памятником, а в 1943 году стал летней резиденцией президента независимого Ливана.

Ежегодно, начиная с 1985 года, в июле и августе на территории дворца проходит фестиваль искусств, являющийся одним из наиболее известных культурных событий на Ближнем Востоке.